# Le Roi magicien
Le Roi magicien (The Magician King) est un roman pour jeunes adultes de l'auteur américain Lev Grossman, publié en 2011 par Viking Press. Il continue l'histoire de Quentin Coldwater, en l'entrelaçant avec l'histoire de son béguin pour le lycée, Julia, qui a appris la magie en dehors du cadre scolaire standard et l'a rejoint à Fillory.
Une adaptation en série télévisée a été diffusée sur Syfy en 2015. Grossman a également travaillé sur deux comics basés sur ses romans

## Résumé
commençant en même temps que le début et la fin  du tome Les Magiciens (The Magicians) . Dans l'un d'entre eux, à la suite de son entretien infructueux à Brakebills, Julia retourne à Brooklyn. Un alibi mal construit lui révèle les souvenirs de son entretien et le monde de la magie qui ne lui était pas accessible. Après de nombreuses recherches, elle trouve son chemin vers une maison sûre où des sorts de bas niveau sont enseignés. Peu à peu, elle gravit les niveaux, apprenant de plus en plus de magie, jusqu'à ce que les refuges n'aient plus rien à lui apprendre. Elle prend contact avec le Free Trader Beowulf, un groupe de personnes comme elle : des magiciens autodidactes avec d'importants problèmes psychologiques. Elle déménage à Murs , en France, pour travailler avec eux, où ils lui apprennent davantage de magie.
Julia et les autres à Murs, afin d'atteindre beaucoup plus de pouvoir magique, tentent d'invoquer Notre-Dame Souterraine, une déesse locale. Ils invoquent à la place Reynard le Renard , un dieu filou qui tue la plupart d'entre eux tout en les avertissant que personne n'a invoqué de dieu depuis 2000 ans, que tous les dieux les ont entendus, y compris les anciens, et qu'ils pourraient tout aussi bien être morts lorsque les dieux viens. Il compte tuer les deux derniers, mais Julia se sacrifie pour sauver son ami Asmodée. Reynard procède au viol de Julia, la laissant avec un traumatisme grave et une étincelle supplémentaire de magie divine.
Dans Fillory, Eliot, Janet, Quentin et Julia règnent en tant que rois et reines, et la vie est belle, même si elle est quelque peu ennuyeuse. À la recherche d'une quête, Quentin et Julia se rendent dans les îles extérieures de Fillory pour collecter les arriérés d'impôts, où ils découvrent une clé en or et sont accidentellement renvoyés sur Terre. Cherchant un chemin du retour, Quentin et Julia découvrent Josh à Venise , où il a vendu le bouton qu'il possédait et qui permettait de voyager entre les mondes au dragon du grand canal. Avec lui se trouve Poppy, une magicienne australienne qui étudie les dragons. Quentin rend visite et parle au dragon, qui l'avertit du retour des anciens dieux et de la fermeture imminente des Pays-Bas, la ville entre les mondes.
Quentin et Julia peuvent retourner à Fillory, emmenant involontairement Poppy et Josh avec eux. Là, ils rencontrent Eliot, qui est en quête des clés d'or restantes. Dans une tentative de ramener Poppy sur Terre, Quentin et Poppy se retrouvent dans les Pays-Bas, où Penny, l'ancienne camarade de classe de Quentin, les trouve.
Comme l'explique Penny, l'accès à la magie se fait par une faille qui n'a jamais été prévue, et les anciens dieux, qui ne sont en réalité que des magiciens opérant sur une échelle de puissance titanesque, sont revenus pour combler cette faille. Fillory est la faille par laquelle la magie s'échappe, et la fin de la magie signifiera aussi sa fin. Les fondateurs des Pays-Bas ont construit une porte dérobée par laquelle la magie pourrait entrer si les dieux revenaient un jour pour la fermer, et elle est verrouillée par les sept mêmes clés d'or que Quentin et Eliot recherchaient. Quentin et Poppy retournent à Fillory.
Quentin et Julia voyagent aux enfers, où ils récupèrent la dernière clé et où Julia est transformée en dryade par Our Lady Underground. Ils ouvrent la porte au bout du monde, permettant le retour de la magie et ouvrant la voie vers l'autre côté de Fillory. Quentin ne peut pas passer car il a utilisé son passeport pour visiter le monde souterrain, et lorsqu'il accepte la dette que Julia doit pour avoir provoqué la catastrophe, lui permettant de passer, il est obligé d'abandonner son trône et de quitter Fillory. Seul, il revient sur Terre.

## Personnages principaux
- Quentin Makepeace Coldwater - Ancien résident de Brooklyn, Quentin est devenu l'un des rois de Fillory après une série de mésaventures magiques.
- Julia Wicker – Magicienne talentueuse au passé troublé et au psychisme endommagé, Julia règne dans le royaume magique de Fillory comme l'une de ses reines.
- Eliot Waugh -  ancien senior de Quentin au Brakebills College pour la pédagogie magique et rois de Fillory.

- Janet - Ancienne camarade de classe de Quentin au Brakebills College pour la pédagogie magique et l'une des reines
- Asmodeus - Une puissante sorcière adolescente et membre du libre-échangiste Beowulf.

## Accueil
La critique de The AV Club  donné au roman la note de A, le qualifiant de «Il s'agit clairement du livre central d'une trilogie, mais c'est une œuvre  rare qui jette un pont entre les deux récits tout en restant indépendante.»